# Jing-Rebecca Li
Pour les articles homonymes, voir Li.
Jing-Rebecca Li est une mathématicienne appliquée connue pour ses travaux sur l'imagerie par résonance magnétique et les équations de Lyapunov. Elle est chercheuse à l'Institut français de recherche en informatique et automatique (INRIA), au centre de recherche de Saclay.

## Formation et carrière
Li est diplômée de l'université du Michigan en 1995 avec la plus haute distinction et les honneurs en mathématiques, après avoir débuté à Michigan en tant qu'étudiante en génie mécanique. Elle obtient un doctorat en mathématiques appliquées au Massachusetts Institute of Technology en 2000. Sa thèse, intitulée Model reduction of large linear systems via low rank system Gramians, est supervisée par Jacob K. White (en). 
Elle est chercheuse postdoctorale au Courant Institute of Mathematical Sciences de 2000 à 2003, et obtient une habilitation universitaire à l'université Paris-Sud en 2013. Elle est chargée de recherche à l'INRIA depuis 2003. 

## Prix et distinctions
En tant qu'étudiante de premier cycle, Li reçoit le prix Alice T. Schafer d'excellence en mathématiques décerné par une femme de premier cycle en 1994, décerné par l'Association for Women in Mathematics. 
En 2001, Li est l'une des lauréats du deuxième prix du prix Leslie Fox pour l'analyse numérique. Li est lauréate du prix Alston S. Householder, un prix triennal pour la meilleure thèse en algèbre linéaire numérique, en 2002. 
Un article de 2002 de Li, "Low-rank solution of Lyapunov equations" (avec Jacob White) est sélectionné en 2004 par SIAM Review pour leur collection "SIGEST" d'articles "choisis sur la base d'un intérêt exceptionnel pour l'ensemble de la communauté SIAM",. 